# Albesa (kommun)
Albesa är en kommun i Spanien.   Den ligger i provinsen Província de Lleida och regionen Katalonien, i den östra delen av landet, 400 km öster om huvudstaden Madrid. Antalet invånare är 1 652. Arean är 38 kvadratkilometer. Albesa gränsar till Algerri, Alguaire, Menàrguens, Almenar, Castelló de Farfanya, Torrelameu och La Portella. 
Terrängen i Albesa är platt.